# Gilbert Trattner
Gilbert Trattner (* 20. November 1949 in Greifenburg) ist ein österreichischer Manager und Politiker (FPÖ). Trattner ist derzeit Aufsichtsratsvorsitzender der ÖBB-Holding AG und war Mitglied des Bundesrates und Abgeordneter zum Nationalrat.

## Ausbildung und Beruf
Trattner besuchte von 1955 bis 1960 die Volksschule und im Anschluss ein Bundesrealgymnasium, an dem er 1970 maturierte. Trattner leistete danach zwischen 1970 und 1971 seinen Präsenzdienst ab und begann 1971 ein Studium der Volkswirtschaft an der Universität Innsbruck, das er 1977 mit dem akademischen Grad Mag. rer. soc. oec. abschloss.
Trattner war zwischen 1977 und 2000 Prokurist bei der Leasfinanz AG und ab 1977 Gebietsstellenleiter für Tirol und Vorarlberg. Zudem war er bis 2000 Geschäftsführer der Leasfinanz Deutschland. Zwischen 2000 und 2001 war er Bundesgeschäftsführer der FPÖ, danach wechselte er von Jänner 2002 bis März 2005 als Geschäftsführer zur Schieneninfrastrukturfinanzierungs Gesellschaft mbH. Danach war Trattner von Juli 2004 bis Dezember 2004 Vorstandsmitglied der Eisenbahn–Hochleistungsstrecken AG, seit Jänner 2005 ist er Vorstandsmitglied der ÖBB-Infrastruktur Bau AG.
Seit 2018 ist er Aufsichtsratsvorsitzender der ÖBB-Infrastruktur und als Nachfolger von Norbert Gugerbauer Mitglied des Aufsichtsrates der ÖBB-Holding AG. Im Dezember 2018 wurde er als Nachfolger von Arnold Schiefer zum Aufsichtsratsvorsitzenden der ÖBB-Holding bestellt.

## Politik
Trattner war von 20. November 1990 bis 25. Februar 1993 Mitglied des Bundesrates und vertrat die FPÖ zwischen dem 26. Februar 1993 und dem 29. Jänner 2002 im Nationalrat. Trattner war von 2000 bis 2002 zudem Stellvertretender Klubobmann der Freiheitlichen Partei im Nationalrat.

## Auszeichnungen
- 2000: Großes Goldenes Ehrenzeichen für Verdienste um die Republik Österreich[6]